# Lacanobia genistae
Lacanobia genistae är en fjärilsart som beskrevs av Moritz Balthasar Borkhausen 1792. Lacanobia genistae ingår i släktet Lacanobia och familjen nattflyn. Inga underarter finns listade i Catalogue of Life.